# Moviment Emaús
Emaús (francès: Emmaüs) és un moviment internacional de solidaritat fundat a París el 1949 pel sacerdot catòlic i frare caputxí Abbé Pierre per combatre la pobresa i ajudar les persones sense llar. Des de 1971, les iniciatives regionals i nacionals s'agrupen sota una organització matriu, Emmaus International, dirigida per un Consell d'Administració de 24 membres repartits entre continents, que representa a 350 grups de 37 països que ofereixen diversos serveis de beneficència.
Emaús és una organització secular, però les comunitats de tot el món han mantingut el nom a causa del seu simbolisme. La història bíblica que es troba a l'evangeli de Lluc descriu com dos homes, un d'ells deixeble de Jesús van veure el mateix Jesús ressuscitat a la carretera cap a la ciutat d'Emaús, i així van recuperar l'esperança. El principi de l'organització es troba al Manifest Universal d'Emmaús Internacional:

## Història
La primera Comunitat d'Emmaús va ser fundada pel pare Henri-Antoine Groues (conegut com a Abat Pierre) a París el 1949. L'antic membre de la Resistència també va ser un diputat que va lluitar per proporcionar allotjament a les persones sense llar de París. Va ser ajudat per una altra antiga membre de la Resistència, Lucie Coutaz.
L'abat Pierre també va assumir el primer company d'Emaús, un antic condemnat anomenat Georges que havia intentat suïcidar-se al Sena. George va ajudar a construir cases temporals per als que ho necessitaven (inicialment al jardí del sacerdot) i, després, a qualsevol terreny que poguessin obtenir.
Groues volgué des del bell començament que el moviment fos obert a totes les nacionalitats i orígens ètnics, sense distinció cap per motiu de conviccions polítiques, espirituals o religioses entre les persones que acull.
Des del Parlament, el 1951, l'abat Pierre es va dedicar a la causa sense llar. Va lluitar per pagar a Georges i als primers 18 membres de la comunitat d'Emaús. En els seus començaments, Emaús es finançava amb el sou de diputat de l'Abbé Pierre, però en 1951 va renunciar a la seva acta. En faltar els diners, l'Abbé Pierre comença a pidolar pels carrers de París. Els altres membres de el grup proposen llavors que tots es dediquin a buscar a les escombraries, per recuperar i vendre tot allò que serveixi.
A la seva església, el sacerdot va ser reprovat per demanar als restaurants i va organitzar "recollidors de drap" per recollir els articles no desitjats per a la seva revenda. Això va constituir la base de les comunitats d'Emaús aconseguint recaptar fons i utilitzar beneficis per ajudar els altres.
El dur hivern de 1954 va provocar diverses morts de persones sense llar i l'abat Pierre va fer una crida a través dels diaris i a la ràdio per fer donacions. Llançà el seu cèlebre missatge a Ràdio Luxembourg: "Amics, una crida de socors. Una dona acaba de morir congelada aquesta nit a la vorera del bulevard Sebastopol, i a les seves mans tenia el paper d'expulsió del seu habitatge". Així comença la insurrecció de la Bondat, i en els dies següents es recullen més de dues mil tones de donacions.
El poble francès va respondre i Emaús va passar d'una organització benèfica nacional a una internacional.
Durant els anys 50 van sorgint en diferents països comunitats que imiten l'exemple de l'Abat Pierre, i el segueixen com a model. El 1969, a Berna, Suïssa, 70 grups provinents de 20 països adopten el Manifest universal del Moviment Emaús, i decideixen crear una secretaria internacional d'enllaç. Les comunitats d'Emmaus començaven a aparèixer a Europa, a l'Àfrica occidental francesa, a l'Extrem Orient i a Amèrica del Sud.
Al 2017 hi havia 400 organitzacions d'Emmaús a 44 països; En 2020, hi havia 410 en 41 països.

## Emaús al Regne Unit
La primera comunitat britànica d'Emaús va aparèixer a Cambridge el 1992. Va ser creada per Selwyn Image, que havia estat voluntària estudiantil en una comunitat d'Emmaus a París. La caritat proporciona a les persones sense sostre una llar i feina, normalment recollint, ordenant i revenent mobles i articles domèstics donats. Emmaus UK actua com a recurs central per a les comunitats locals d'Emmaus a tot el Regne Unit. Des de febrer de setembre de 2016, hi ha 28 comunitats d'Emaús que operen al Regne Unit, amb altres en desenvolupament. Aquestes comunitats ofereixen allotjament i treball digne a les persones sense llar.

## Emaús a Espanya
Les comunitats Emaús existents en juny de 2020 són quatre al País Basc i Navarra i una a Múrcia. Segons la web oficial, les comunitats d'Euskalerria van néixer quan la UACE (Unió d'Amics i Companys d'Emaús) de França que organitzava a l'estat veí des de 1963 Camps Internacionals de Treball, creuen els Pirineus la Setmana Santa de 1970. Alguns joves bascos prenen el relleu i comencen a celebrar camps de treball cada estiu fins que neixen les dues primeres comunitats, Bilbao i Pamplona.